# Kubajbat Abu al-Huda
Kubajbat Abu al-Huda (arab. قبيبات أبو الهدى) – wieś w Syrii, w muhafazie Hama. W 2004 roku liczyła 402 mieszkańców.